# Bandera de Asiria

Bandera asiria.

La bandera asiria (asirio: ܐܬܐ ܕܐܬܘܪ Ata D'Athur) es la bandera que representa universalmente la nación asiria, cuyo actual diseño fue creado por George Atanos en 1968. Diversos organismos como la Alianza Universal Asiria, la Federación Nacional y el Partido Democrático de Bet-Nahrain la aprobaron en 1971. 
Se trata de un círculo dorado en el centro que representa el Sol, que, por su explosión y saltando las llamas, genera el calor y la luz para sostener la Tierra y todos sus seres vivos. Conocidos por ser nacionalistas extremos, los del Partido Democrático de Bet-Nahrain también añadieron a la antigua diosa asiria Ashur. La palabra Ashur significa sólo un Dios o Dios. Las cuatro puntas que rodean al Sol simbolizan la tierra y su luz azul es un color que simboliza la tranquilidad.
Las franjas onduladas que se extienden desde el centro a las cuatro esquinas de la bandera representan las tres principales ríos de la patria asiria: el Tigris, el Éufrates, y el Gran Zab. Las líneas son pequeñas en el centro y obtienen su más amplia difusión fuera del círculo. El azul oscuro representa el Éufrates. Los nombres asirios para el río, el Frot o el Prat, significan "abundancia". Las franjas rojas, cuyo color rojo sangre está a favor de valentía, gloria y orgullo, representan el Tigris. Las líneas blancas entre los dos grandes ríos simbolizan el Gran Zab, su color blanco significa paz y tranquilidad. Algunos interpretan los colores rojo, blanco y azul con franjas como las carreteras que se llevará a los asirios dispersos de regreso a su patria ancestral.

## Banderas históricas
Antes de la Primera Guerra Mundial, la bandera asiria constaba de 3 franjas, colores salmón, blanco y rojo. En la parte superior izquierda de la primera capa, 3 estrellas blancas representadas las tres principales iglesias del pueblo asirio: la Iglesia de Oriente caldeos, la Iglesia católica, y Iglesia Ortodoxa siríaco (que también es utilizado por los miembros de la Iglesia Católica siriaca). Esta bandera se usó durante reuniones de la delegación de los políticos asirios con las potencias occidentales durante y después de la  I Guerra Mundial. La bandera se usó hasta el actual diseño fue creado. La bandera fue creada por la comunidad ortodoxa siriaca de Tur Abdin.
Entre 1915 y 1923, el ejército asirio utilizó una bandera que se asemejaba a la bandera de Suiza. Consistía en un fondo rojo, como representación de la sangre derramada por los asirios antes y durante la Primera Guerra Mundial, y una cruz blanca. La esquina superior izquierda contenía un sello redondo, que fue el sello personal de Agha Petros. El sello tiene su nombre en él en dos idiomas (asirio y ruso).

Bandera previa a la I Guerra Mundial.
Bandera durante la I Guerra Mundial.